# Florent Amodio
Florent Amodio (* 12. Mai 1990 in Sobral, Ceará, Brasilien) ist ein französischer Eiskunstläufer, der im Einzellauf startet. Er ist der Europameister von 2011.

## Persönliches
Amodio wurde in Sobral, Ceará, Brasilien geboren und als Kind von einem französischen Paar adoptiert. Er wuchs in Fremainville, Val-d’Oise auf und hat die brasilianische sowie die französische Staatsbürgerschaft.
In dem Kurzfilm Programme libre von Vianney Etossé, der 2012 veröffentlicht wurde, spielt Amodio die Hauptrolle eines jungen Eiskunstläufers, der ungeachtet der Erwartungen anderer seinen eigenen, künstlerischen Stil findet.

## Werdegang
Amodio begann im Alter von vier Jahren mit dem Eiskunstlaufen und wurde bis Mai 2010 von Bernard Glessner trainiert. Mit zwölf Jahren diagnostizierte man bei ihm Morbus Osgood-Schlatter. Dadurch konnte er 18 Monate nicht trainieren. 2004 kam er zurück und repräsentierte Frankreich erstmals international.
2008 wurde er französischer Vizemeister und ein Jahr später in Abwesenheit von Brian Joubert erstmals französischer Meister. Dadurch vertrat er zusammen mit Joubert Frankreich bei den Olympischen Spielen in Vancouver. Er erreichte bei seinem Olympiadebüt den zwölften Platz. Bei seinem Weltmeisterschaftsdebüt belegte er in Turin den 15. Platz. Im Mai 2010 wechselte Amodio zu Trainer Nikolai Morosow.
Bei seiner ersten Europameisterschaftsteilnahme wurde Florent Amodio 2011 in Bern auf Anhieb Europameister. Die Weltmeisterschaft in Moskau beendete er auf dem siebten Platz.
Nach einem schwachen Saisonstart gelang Amodio bei der Europameisterschaft 2012 in Sheffield der Gewinn der Bronzemedaille. Bei der Weltmeisterschaft in Nizza zeigte Amodio vor heimischem Publikum eine starke Leistung. Seine Kür eröffnete er mit einem vierfachen Salchow. Am Ende belegte er den fünften Platz in einem starken Feld und damit seine beste WM-Platzierung. Er verbesserte außerdem seine persönlichen Bestleistungen in jedem Segment und der Gesamtleistung.
Bei der Europameisterschaft 2013 in Zagreb führte Amodio nach dem Kurzprogramm mit einer persönlichen Bestleistung von 89,82 Punkten. In der Kür stand er zum ersten Mal zwei vierfache Sprünge. Am Ende gewann er damit die Silbermedaille hinter dem Spanier Javier Fernández. Bei der Weltmeisterschaft konnte er nicht an diese Leistungen anknüpfen und belegte den zwölften Platz.
2016 beendete Amodio seine Karriere mit der Teilnahme an der Europameisterschaft in Bratislava. Er hatte bei seinem letzten Wettbewerb noch einmal einen beachtlichen vierten Platz belegt.

### Trainer und Choreograf
Seit dem Ende seiner eigenen Wettbewerbskarriere ist Florent Amodio als Trainer tätig. Er betreibt seine eigene Trainingsschule Amodio Figure Skating Academy. Sein erster Läufer im internationalen Spitzensport ist Luc Economides. Amodio ist außerdem Choreograf für den Eiskunstlauf, unter anderem entwickelte er Choreografien für Jelisaweta Tuktamyschewa und Michail Koljada.

## Ergebnisse
| Olympische Winterspiele        |       |       |       |       | 12.   |       |       |       | 18.   |       |       |
| Weltmeisterschaften            |       |       |       |       | 15.   | 7.    | 5.    | 12.   | Z     | 9.    |       |
| Europameisterschaften          |       |       |       |       |       | 1.    | 3.    | 2.    | 13.   | 9.    | 4.    |
| World Team Trophy              |       |       |       | 4.    |       |       | 4.    |       |       |       |       |
| Französische Meisterschaften   | 11.   | 7.    | 4.    | 2.    | 1.    | 2.    | 2.    | 1.    | 1.    | 1.    | 2.    |
| -                              |       |       |       |       |       |       |       |       |       |       |       |
| Grand-Prix-Wettbewerb / Saison | 05/06 | 06/07 | 07/08 | 08/09 | 09/10 | 10/11 | 11/12 | 12/13 | 13/14 | 14/15 | 15/16 |
| Grand-Prix-Finale              |       |       |       |       |       | 6.    |       |       |       |       |       |
| Skate America                  |       |       |       |       | 4.    |       | 9.    |       |       |       | 11.   |
| Skate Canada                   |       |       |       |       |       |       |       | 4.    |       | 6.    |       |
| NHK Trophy                     |       |       |       |       |       | 3.    |       |       |       |       |       |
| Cup of Russia                  |       |       |       |       | 9.    |       |       |       |       |       |       |
| Trophée Eric Bompard           |       |       |       |       |       | 2.    | 5.    | 3.    | 7.    | 11.   | Z     |

Z = Zurückgetreten